# Psammosphaera
Psammosphaera, en ocasiones erróneamente denominado Arpseudarcelloum, es un género de foraminífero bentónico de la subfamilia Psammosphaerinae, de la familia Psammosphaeridae, de la superfamilia Psammosphaeridae, del Suborden Saccamminina y del orden Astrorhizida. Su especie tipo es Psammosphaera fusca. Su rango cronoestratigráfico abarca desde el Ordovícico medio hasta la Actualidad.

## Discusión
Clasificaciones previas incluían Psammosphaera en la Superfamilia Astrorhizoidea, así como en el Suborden Textulariina y/o Orden Textulariida.

## Clasificación
Se han descrito numerosas especies de Psammosphaera. Entre las especies más interesantes o más conocidas destacan:
- Psammosphaera bowmanni
- Psammosphaera fusca
- Psammosphaera testacea

Un listado completo de las especies descritas en el género Psammosphaera puede verse en el siguiente anexo.
En Psammosphaera se ha considerado el siguiente subgénero:
- Psammosphaera (Thurammina), aceptado como género Thurammina